# 長池徳士
長池 徳士（ながいけ あつし、本名：長池 徳二〈ながいけ とくじ〉、1944年2月21日 - ）は、徳島県鳴門市出身の元プロ野球選手（外野手・指名打者、右投右打）・コーチ、解説者・評論家。1979年に登録名を本名から変更している。
現役時代は阪急ブレーブス一筋で14シーズンにわたりプレーしたことから、「ミスターブレーブス」として親しまれた。1967年から1975年にかけて阪急の不動の四番打者を務め、通算338本塁打は現在も球団記録である。本塁打王に3回輝き、9年連続で25本塁打以上を記録するなど、球界を代表する「右の大砲」として活躍した。パ・リーグ初のベストナイン（指名打者部門）を受賞している。

## 経歴

### プロ入り前
生まれた当時の家業はミシンの販売代理店。本名の徳二という名前は、自身が次男なので「徳島で二番目に生まれた子」という意味であるという。
中学生時代までポジションは主に内野手だったが、高校入学後に投手に転向。撫養高校では2年次の1960年、エースとして秋季四国大会決勝に進出し、高橋善正のいた高知商を降す。翌1961年春の選抜への出場を決めるが、2回戦（初戦）で松江商に敗退。夏は県予選準々決勝で城南高に敗れ、甲子園には届かなかった。同年に南海ホークスのテストを受けたが、鶴岡一人監督に「使い物になるには4年はかかるな。遊びに行ったつもりで大学行ってこい」の言葉により、高校卒業後の1962年に鶴岡の母校である法政大学経営学部へ進学。
法大では強肩俊足を活かすため外野手に転向し、東京六大学野球リーグでは在学中3度の優勝を経験。3年次の1964年秋季リーグには首位打者を獲得し、同年10月には、東京五輪デモンストレーションゲームとして開催された日米大学野球選抜試合に6番打者、右翼手として出場している。4年生の1965年春季リーグでは、エース里見忠志を擁し優勝に貢献。直後の全日本大学野球選手権大会に出場するが、1回戦で中京大に敗退している。リーグ通算60試合出場、217打数62安打、打率.286、3本塁打、30打点。ベストナイン3回。法大時代は通算3本塁打の成績が示すとおり長距離砲というわけではなかった。同期には外野手の鎌田豊がいる。
大学を卒業したら南海入団の約束になっていたが、その年からプロ野球はドラフト制度を導入。阪急ブレーブスが1965年のドラフトで1位指名を行う（南海は2位指名の予定であった）。ドラフト制度の目的には高騰する一方だった契約金の抑制もあり、南海と3000万円が約束されていたにもかかわらず、1000万円に抑えられた。希望球団に入れず、契約金も抑えられたことで「ホンマ、えらいもん（ドラフト制度）ができよったすよ」と長池は苦笑混じりに振り返っている。しかし結果として「（南海に入団していれば）人生は変わっていたかも知れない。阪急で青田昇さんに巡り会わなければモノになってなかったかも分からないし、多分ダメになっていたんじゃないかな」と後日振り返っている。

### 現役時代
入団後は体が硬く、プロでは無理との烙印を押されたが、柔軟体操によって克服。また、プロのスピードについていけず、特に内角が全く打てなったが、「スペンサーと並ぶ日本人のスラッガーを作りたい」という西本幸雄監督の要請により青田昇コーチが指導し、徹底した内角打ちの練習が行われた。最初は引っ張れないどころか当たりもせず、当たっても差し込まれ詰まってばかりで右の掌が腫れあがった。長池は右手を保護するために、キャッチャーミットの内側にはめるパンヤを手袋の下に入れてみたがしっくりこなかったため、顔なじみのスナックのホステスから使い古したブラジャーを譲り受け、これを解体して柔らかいカップの部分を手袋の下に入れたところ非常に手に馴染み、新人の春のキャンプ中ずっと使っていたという。また、青田から「ボールの内にグリップを入れて、内側から打て」とアドバイスを受ける。それを会得するために練習を繰り返しているうちに左肩にアゴを乗せ、腕を大きく後ろに引いて大きくスタンスをとる独特のフォームが生み出され、このフォームは長池の代名詞となった。これは外角のスライダーを打ちにいく際、正面を向いている内にそうなったという。打席では基本的に本塁打にできる投球だけを狙っており、外角の球は本塁打にできなかったため、内角を意識するようになった。また、顎を左肩にあまりに深く埋めていたため、顎がユニフォームに擦れて血が滲み、痛くてひげも剃れないことがあったという。
1年目の1966年は開幕戦で7番打者、右翼手として起用されるが、なかなか調子が上がらず低迷。しかし8月には中堅手に定着し、9月からは4番に回る。2年目の1967年は開幕から4番として起用され、6月には東映の尾崎行雄、南海の杉浦忠から2試合に跨って4打席連続本塁打を放つなど活躍。同年のオールスター第2戦では小川健太郎から3点本塁打を放ち、MVPを獲得、青田の指導と長池の努力が実ったシーズンになった。最終的にシーズンを通して129試合に出場して「27本塁打・78打点」を記録するなど打線を引っ張り、阪急の初優勝に貢献。優勝決定試合では胴上げされ、歓喜のビールかけでは満面の笑みで青田にビールをかけた。苦手だった内角打ちも「絶品」と言われるほど得意となり、今も長池は長距離打者としての自身のことを「青田さんの作品」と称している。一方で、青田は「僕が用事があると言っても長池は帰してくれなかった。1人だけ見ているわけにはいかないからアドバイスしたら離れるんだけど、すぐ『見てくれ』と引き戻されたり。僕が作ったというより、長池自身が努力したんよ」と語っている。強肩でも知られ、同年は12補殺を記録している。同年の巨人との日本シリーズでも全6戦に4番として起用されるが、23打数4安打と真価を発揮できなかった。3年目の1968年は打率が低迷するものの、30本塁打を記録しリーグ連覇に貢献。同年の巨人との日本シリーズでは再度日本一を逸するものの、16打数6安打8打点3本塁打と打ちまくり、シリーズ敢闘選手賞を獲得。
1969年は矢野清が開幕から4番に座るが不調が続き、8月には長池が4番に復帰。打率.316・41本塁打・101打点で本塁打王と打点王の2冠に輝き、野村克也の9年連続本塁打王を阻止する。また同年は14補殺、21盗塁を記録するなど守備、走塁でもチームに貢献。リーグ3連覇の原動力となりMVPを受賞した。同年の巨人との日本シリーズでも第3戦で延長11回に高橋一三からサヨナラ安打を放つなど活躍。チームは敗退したが、2年連続でシリーズ敢闘選手賞を獲得した。1970年は開幕から4番を務めるも、アキレス腱を痛めた影響で28本塁打に終わる。
1971年には打率.317・40本塁打・114打点で2度目のMVPを受賞するが、同年は当時日本新記録となる32試合連続安打を成し遂げた。新記録がかかった32試合目となる7月6日の西鉄戦でもプレッシャーなどまるで感じさせず、初打席でいきなり本塁打を放って新記録を決め、結局この試合では3打席連続本塁打と言う豪快な形で記録を達成した。新記録がかかったこの試合での心境について、長池は「いろんな意味でボクなりにやってきたバッティングがモノになりかけたというか、だから不思議にプレッシャーはなかった」と語っている。記録は1979年に広島の高橋慶彦に塗り替えられたが、パ・リーグ記録として現在も残っている。しかし4度目の巨人との日本シリーズも敗退、日本一には届かなかった。
1970年・1971年と2年連続でライバル視していた大杉勝男に本塁打王を許し、特に1971年は長池が40本塁打を記録しながら大杉が41本塁打で本塁打王を獲得したため、「大杉に勝つにはまず40本打たねば。」と大いに意識していたという。1972年も長池が以前から患っていたアキレス腱と肘の故障で1ヵ月ほど休んでいる間に、大杉は5月に月間15本塁打を放つなど、オールスター戦前までに15本差（大杉27本、長池12本）をつけられる。しかし後半戦から猛スパートをかけ、9月には自身も当時プロ野球記録の月間15本塁打を達成。大杉が40本塁打、長池が39本塁打で迎えた最終試合のロッテ戦にて、長池は2本塁打を放ってひっくり返し、逆転本塁打王となった。最終戦での逆転本塁打王は史上初で、阪急ベンチはお祭り騒ぎとなり、最大差の逆転劇として語り草になっている。長池が41本塁打、大杉が40本塁打となって前年とは立場が逆になったが、長池は「大杉の無念さは、俺には痛いほど分かる」と喜びを表に出すことはなかったという。1972年の巨人との日本シリーズでは3本塁打を放ち気を吐くが、チームは5回目の挑戦でも巨人の壁を崩せなかった。
1973年も不動の4番として出場し、同年は開幕から好調で、打率もオールスター前には.380前後あり、一時は三冠王も狙える成績であった。シーズン終盤に打率が.313まで落ちてリーグ4位に甘んじ、三冠王を逃したものの、最終的に43本塁打・109打点で本塁打王、打点王の二冠に輝いた。
1969年から1973年の5シーズンのうち、打率3割以上を4回、40本塁打以上を4回（うち1971年から3年連続で40本塁打を達成。また、「打率3割、40本塁打」を3回達成）記録しており、この期間が自身にとっての「絶頂期」といえる。
1974年は打率.290・27本塁打・96打点の成績で打点王を獲得。この年のオフ、太平洋クラブライオンズの東尾修、柳田豊両投手との2対1の交換トレードが水面下で進み、上田利治監督からも「3年間行って来てくれ」と通告されたが、阪急への愛着から断るつもりで球団オーナーの森薫の自宅を直接訪れて直談判し、この話は消滅した。代わりに同級生、同じ四番打者、背番号3でライバルの近鉄の土井正博が太平洋へのトレードとなる。
1975年から指名打者制度が導入されたが、上田利治監督は2年連続のV逸から「センターラインの強化」を掲げ、二塁手にボビー・マルカーノ、右翼手にバーニー·ウィリアムスを獲得し、長池は右翼手からDHにコンバートされた。このシーズンは、打率.270・25本塁打・58打点とレギュラーになって以降最低の成績に終わるも、DHでのベストナインに選出される。しかし、DHについては「気持ちとして半分しか野球をやっていない感じ。手を抜いていたわけじゃないけど、やっぱり打って守ってが野球」と、否定的なニュアンスを述べている。チームは日本シリーズで広島を破り初の日本一を達成。このシリーズでは全6試合に左翼手として起用された。翌年、阪急は6度目の挑戦で悲願の打倒巨人を果たしたが、長池は代打で2試合のみの出場にとどまり、「あのときはもう僕は終わっていたから面白くない」と振り返っている。
1976年以後、膝などの度重なる故障に悩まされるようになり、指名打者のレギュラーを高井保弘に明け渡す機会が増えて、代打での出場が目立つようになった。1979年より打撃コーチ兼任となり、同年限りで現役を引退。なおこの年、前述のように登録名を本名から変更、戸籍上の名前も改めている。当時の阪急球団のオーナーの森薫の紹介でかかりついていた医師から「『二』に一画足して『士』にしてはどうか」と勧められての改名だったという。

### 現役引退後
引退後は背番号3のまま、1980年から阪急の一軍打撃コーチを務めていたが、3年目のシーズン終えた1982年10月26日に西宮球場での練習中に矢形勝洋球団常務に呼ばれ、来季は契約しない旨を告げられた。前年に復帰した上田も了承し、体裁を気にしてたか、矢形は「辞任してくれ」と言った。チームは松永浩美・石嶺和彦ら若手への世代交代時期で秋季キャンプでの練習メニューを組んでいたが、自分から辞める気などなかった長池は自ら「いや、解任で結構です」と告げた。その後は場所を大阪・梅田の球団事務所に移し、岡田栄球団社長、上田と会い、同年は前後期とも4位で4年連続優勝を逃した成績不振の責任を取らされる形となった。記者会見で選手、コーチとして17年間育ててもらった阪急へ謝辞を伝え、無念の退団となった。この日は西武-中日の日本シリーズ第3戦が行われ、取材中に西武球場で「長池解任」報を聞いた西本が「なぜ長池が辞めんといかんのや」と球団に電話してきたと後に聞いた。
阪急退団後は毎日放送解説者（1983年 - 1984年, 1986年）、西武一軍打撃コーチ（1985年）、南海一軍打撃コーチ（1987年 - 1988年）、日本テレビ・福岡放送・ラジオ日本解説者（1989年 - 1992年, 1996年）、横浜一軍ヘッド兼打撃コーチ（1993年 - 1995年）、ロッテ一軍ヘッド兼守備コーチ（1997年）→ヘッドコーチ（1998年）を歴任。
1983年の西武-巨人の日本シリーズの取材に出向き、西武球場の打撃ゲージ後方で練習を見ていたところ、目の前でテリー・ウィットフィールドが打っていた。西武・広岡達朗監督に「こいつはどうにかならんか」と問いかけられた、初対面で「構えが前かがみになりすぎていますね」と見たままを答え、「これでは内角は打てません。引っ張れません。いい打球は外角球を反対方向に打つ時だけですね」とアドバイスしたところ、テリーはシリーズ第7戦で西本聖の外角シュートを狙ったような左中間へ満塁走者一掃の逆転満塁二塁打を放ち、日本一を決める一打となった。
1年後の1984年オフに広岡から連絡があり、東京・品川プリンスホテルで会うと、「汗をかいてくれ」と打撃コーチ就任を要請される。長池はゲージ裏での会話以外に広岡と接点がなかったが、広岡は長池の打撃理論を高く評価しており、4年目でまだ4本塁打の秋山幸二を「4番にしてくれ」と口説かれた。
就任後の1985年1月19日には広岡に伴われ、近藤昭仁守備・走塁コーチ、久代義明バッテリーコーチと共に東京・羽田の日航訓練センターにてジャンボ機のシミュレーション飛行に挑戦。近藤と久代は海面に着地してしまったのに対し、長池は2度行い2度とも完璧着地したが、実は教官が長池の実兄でパイロットであった。
その後は秋山をマンツーマンで指導し、1985年の高知春野キャンプでは朝1時間の早出特打に夜も打ち込ませ、練習計画を見た広岡が「こんなにやるのか」と驚いたほどであった。広岡に教わった日本刀の練習もやらせ、相当な練習を黙々とこなした秋山は見事に素質を開花させ、主に6番を打ち、40本塁打を放った。
広岡退任後、根本陸夫管理部長から、一軍に昇格する土井と入れ替わる形で二軍打撃コーチを言い渡されたが、2年契約のところを1年で退任。長池は秋山以外にも一軍で育てたかった選手がいたのに、必要とされていないと思ったほか、関西遠征の無い二軍では宝塚市の自宅に帰ることができないため、1年で去ることに決めた。
西武退団後に打席に立った時の緊張感が欲しくなった長池は、広岡から居合の話を聞いていたことを思い出し、西宮市に重心流の師範をやっている青果店の社長に1ヶ月間教えてもらった。
南海コーチは杉浦忠監督に声をかけてもらって就任し、佐々木誠・湯上谷宏・藤本博史・岸川勝也ら若手の育成に力を注ぎ、特に佐々木は真剣を使った居合を取り入れた指導でを鍛えた。打線は佐々木・湯上谷の1、2番コンビが定着し、就任1年目の1987年には9月初めまで3位と奮闘するなど、2年連続最下位から4位に上がった。
門田博光が左投手が救援に出てくると交代するという起用が通っていたが、ある日の試合でベンチに帰ってきた門田に「何を言う。結果など気にせず、行ってこい。」と送り出すと、門田逆転を呼ぶ二塁打を放った。門田を右打者の高柳秀樹も使うこともあった左投手でも先発で起用し、門田は不動の4番となり、1988年は本塁打王を獲得して「不惑の大砲」と呼ばれた。
1988年4月23日に「私の目の黒いうちはホークスは売らん」と語っていた川勝傳オーナーが亡くなると、球団売却話がくすぶり、新オーナーとなった吉村茂夫は7月末のオールスター期間中に首脳陣を集めて「身売りはしない」とチームの動揺を鎮めるように語った。9月10日に遠征先・東京のホテルで杉浦に呼ばれ「オレは今季限りで身を引く。次の監督をやってほしい。」と監督就任要請を受けたが、次期監督はチーフコーチの藤原満と目されていたため、長池は驚いた。長池は「順位も上がってきた。杉浦さんが続ければいいじゃないですか」と言ったが、杉浦は「いや、オレはもうダメだ」と退任の意思は固いようで、13日には吉村が大手スーパー・ダイエーと球団売買の交渉をしていると認めた。球団譲渡の条件として「ホークスの名称を残す」、「杉浦監督の留任」を挙げ、杉浦からは「あの話はなくなった」と話があり、「オレが九州に行き、監督を続けることになった。」、さらに新たなコーチ陣を編成するために身を引いてくれと言われ、長池は後に「反論のしようもなかった。3日間だけ監督の気分を味わったのだった。」と述べている。阪急も身売りし、「驚いた。自分を育ててくれたブレーブスが消えるのは寂しく、故郷を失った気がした。ただ、自分は阪急コーチを解任された身、その悔しさは忘れていなかった。」と述べている。
1990年と1991年には野村克也監督の要請でヤクルト西都キャンプ臨時コーチを務め、野村から一軍起用をしたい要望を聞いていた長嶋一茂・古田敦也・荒井幸雄・笘篠賢治、自ら潜在能力を見抜いた土橋勝征をマンツーマンで指導。特に古田の時には「30本打ちますよ」と野村に進言し、事実、1991年に首位打者、1992年に30本塁打をマークした。後に野村よりヤクルトのへッドコーチとして誘われるがこれを辞退し、1993年にも巨人の監督に復帰した長嶋茂雄の参謀としてヘッドコーチの候補に挙がっていた。1985年に高田繁が日本ハムの監督に就任した際にも、青田から誘われたが、迷った末に引き受けなかった。
再び解説者・評論家に戻って4年目の1992年10月初め、広島市民球場の放送席裏の通路で西武時代ともにコーチの間柄であった近藤昭仁が大洋の監督になると聞くが、チーム名も「横浜ベイスターズ」に変更になる。近藤から「打撃コーチをやってくれないか。考えておいてくれ」と誘われ、3日間、東京駅八重洲口で待ち合わせ、ホテルで会い、「ヘッド兼打撃」という肩書を聞いて「やります」と即答。岡崎寛球団社長は「思うようにやってください」と自由に任せてくれるなど非常にやりやすい環境であり、新旧交代期にあった横浜では1軍出場1試合の鈴木尚典や新人の佐伯貴弘ら若手を鍛えた。1994年8月9日の巨人戦（東京D）3-1の4回一死満塁で投手に打順が回ると、長池は近藤に「代打に鈴木を」と頼み、鈴木は槙原寛己からプロ初本塁打となる満塁本塁打を放った。鈴木は後に首位打者を2度獲得し、自身が右打者でも左打者を指導できるという確信は得られた。1995年には初めて貯金はできたが4位に終わり、10月に横浜スタジアムに行くと近藤が契約満了で「オレは辞めることになった」と言うと、長池も翌日、球団事務所に出向き「私も辞めます。」と辞意を申し出た。大堀隆球団社長は「そう来ると思って待っていたんだ」と言ったが、大堀はコーチ会議にも出て、よく口を出す社長であった。
1996年にゼネラル・マネージャーを務めていた広岡からのロッテの打撃コーチ要請を辞退するが、横浜時代監督・ヘッドコーチの関係で共にした近藤が翌年監督に就任し電話で要請を受け、広岡退団後にヘッドコーチとして入閣。2年連続最下位で98年はプロ野球ワースト記録の18連敗もあり、3年契約の2年目で近藤と揃って退団。近藤が引責辞任した10月8日、皮肉にも3年前まで共に汗を流した横浜が38年ぶりのリーグ優勝を決めていた。芽を出した当時の若手たちは立派な選手となって実を結んでいたが、長池がプロの現場でユニフォームを着たのは同年が最後であった。
ロッテ退団後は1999年から福岡放送解説者に復帰し、2004年にはオリックス宮古島キャンプ臨時打撃コーチを務めた。2009年までは日本テレビ解説者、2012年まではラジオ日本・ラジオ関西解説者も兼任し、現在は福岡放送のみで活動。また、1999年から2005年までスポーツニッポン評論家も兼任していた。

## 選手としての特徴・人物
本塁打王に3回、打点王に3回輝き、4番打者を務めた9年間（1967年 - 1975年）の全てのシーズンで「25本塁打以上」を記録し、うち40本塁打以上が4回であった。安打に対する本塁打の比率が非常に高い打者で、実際に通算のIsoPは0.249であった。一方で打率を残せる打者でもあり、「打率.300以上」を4回クリアしており、うち3回のシーズンで40本塁打を同時に達成している。
当時阪急ブレーブスでプレーしていた山口高志は自家用車を持たなかったため、西京極球場の試合などで長池の車に便乗させてもらっていたが、1975年頃は自家用車のキャデラックで球場入りする際に、夏場でもカーエアコンをつけず、窓も開けずにレインコートを着て汗を出していたという。

## 詳細情報

### 年度別打撃成績
| 年 度      | 球 団      | 試 合 | 打 席 | 打 数 | 得 点 | 安 打 | 二 塁 打 | 三 塁 打 | 本 塁 打 | 塁 打 | 打 点 | 盗 塁 | 盗 塁 死 | 犠 打 | 犠 飛 | 四 球 | 敬 遠 | 死 球 | 三 振 | 併 殺 打 | 打 率 | 出 塁 率 | 長 打 率 | O P S |
| ---------- | ---------- | ----- | ----- | ----- | ----- | ----- | -------- | -------- | -------- | ----- | ----- | ----- | -------- | ----- | ----- | ----- | ----- | ----- | ----- | -------- | ----- | -------- | -------- | ----- |
| 1966       | 阪急       | 68    | 206   | 198   | 18    | 52    | 6        | 4        | 7        | 87    | 22    | 1     | 2        | 2     | 0     | 5     | 0     | 1     | 29    | 3        | .263  | .284     | .439     | .724  |
| 1967       | 阪急       | 129   | 523   | 466   | 66    | 131   | 15       | 0        | 27       | 227   | 78    | 12    | 9        | 0     | 7     | 44    | 2     | 6     | 54    | 12       | .281  | .351     | .487     | .838  |
| 1968       | 阪急       | 132   | 547   | 478   | 73    | 114   | 17       | 1        | 30       | 223   | 79    | 12    | 3        | 1     | 7     | 57    | 3     | 4     | 72    | 7        | .238  | .325     | .467     | .791  |
| 1969       | 阪急       | 129   | 551   | 487   | 95    | 154   | 22       | 2        | 41       | 303   | 101   | 21    | 8        | 0     | 7     | 54    | 4     | 3     | 49    | 14       | .316  | .388     | .622     | 1.010 |
| 1970       | 阪急       | 121   | 486   | 424   | 59    | 131   | 20       | 1        | 28       | 237   | 102   | 18    | 7        | 0     | 9     | 50    | 3     | 3     | 46    | 9        | .309  | .386     | .559     | .945  |
| 1971       | 阪急       | 130   | 558   | 476   | 87    | 151   | 19       | 2        | 40       | 294   | 114   | 8     | 9        | 1     | 7     | 69    | 9     | 5     | 37    | 19       | .317  | .409     | .618     | 1.027 |
| 1972       | 阪急       | 111   | 452   | 386   | 72    | 112   | 11       | 1        | 41       | 248   | 95    | 6     | 4        | 0     | 7     | 56    | 4     | 3     | 36    | 17       | .290  | .384     | .642     | 1.027 |
| 1973       | 阪急       | 128   | 559   | 479   | 89    | 150   | 16       | 2        | 43       | 299   | 109   | 5     | 5        | 0     | 5     | 73    | 12    | 2     | 46    | 13       | .313  | .406     | .624     | 1.030 |
| 1974       | 阪急       | 121   | 485   | 442   | 60    | 128   | 18       | 1        | 27       | 229   | 96    | 9     | 7        | 0     | 4     | 38    | 1     | 1     | 38    | 14       | .290  | .347     | .518     | .865  |
| 1975       | 阪急       | 103   | 423   | 378   | 55    | 102   | 12       | 0        | 25       | 189   | 58    | 6     | 3        | 1     | 5     | 38    | 2     | 1     | 29    | 13       | .270  | .338     | .500     | .838  |
| 1976       | 阪急       | 110   | 376   | 344   | 25    | 82    | 10       | 0        | 12       | 128   | 59    | 0     | 4        | 2     | 4     | 25    | 1     | 1     | 41    | 12       | .238  | .292     | .372     | .664  |
| 1977       | 阪急       | 58    | 164   | 142   | 21    | 39    | 2        | 0        | 10       | 71    | 27    | 0     | 0        | 0     | 4     | 18    | 0     | 0     | 19    | 3        | .275  | .356     | .500     | .856  |
| 1978       | 阪急       | 55    | 120   | 104   | 10    | 27    | 1        | 0        | 5        | 43    | 21    | 0     | 0        | 0     | 2     | 14    | 0     | 0     | 13    | 3        | .260  | .347     | .413     | .761  |
| 1979       | 阪急       | 54    | 73    | 68    | 3     | 17    | 0        | 0        | 2        | 23    | 8     | 0     | 0        | 0     | 0     | 5     | 0     | 0     | 7     | 1        | .250  | .301     | .338     | .640  |
| 通算：14年 | 通算：14年 | 1449  | 5523  | 4872  | 733   | 1390  | 169      | 14       | 338      | 2601  | 969   | 98    | 61       | 7     | 68    | 546   | 41    | 30    | 516   | 140      | .285  | .361     | .534     | .895  |

- 各年度の太字はリーグ最高

### タイトル
- 本塁打王：3回（1969年、1972年、1973年）
- 打点王：3回（1969年、1973年、1974年）

### 表彰
- 最優秀選手：2回（1969年、1971年）
- ベストナイン：7回（外野手部門：1967年、1969年 - 1973年 指名打者部門：1975年） ※1975年は指名打者部門でのパ・リーグ史上初の受賞
- オールスターゲームMVP：3回（1967年 第2戦、1970年 第1戦、1971年 第2戦）
- 日本シリーズ敢闘賞：2回（1968年、1969年） ※2年連続は他に清原和博のみ
- パ・リーグプレーオフMVP：1回（1975年）
- パ・リーグプレーオフ敢闘賞：1回（1974年）
- 日本プロスポーツ大賞殊勲賞：1回（1971年[24]）

### 記録
初記録
- 初出場・初先発出場：1966年4月9日、対東映フライヤーズ1回戦（後楽園球場）、7番・右翼手で先発出場
- 初安打：1966年7月23日、対南海ホークス13回戦（阪急西宮球場）、7回裏に中田昌宏の代打で出場、渡辺泰輔から
- 初本塁打・初打点：1966年7月24日、対南海ホークス14回戦（阪急西宮球場）、5回裏に高橋栄一郎から2ラン

節目の記録
- 100本塁打：1969年9月27日、対ロッテオリオンズ27回戦（阪急西宮球場）、2回裏に川畑和人から左越ソロ
- 150本塁打：1971年6月9日、対近鉄バファローズ8回戦（阪急西宮球場）、7回裏に板東里視から左越2ラン
- 200本塁打：1972年9月3日、対西鉄ライオンズ21回戦（阪急西宮球場）、5回裏に田中章から左越ソロ ※史上19人目
- 1000安打：1974年4月10日、対日本ハムファイターズ前期2回戦（藤崎台県営野球場）、5回表に三浦政基から中前安打 ※史上85人目
- 1000試合出場　1974年6月8日、対南海ホークス前期9回戦（阪急西宮球場）、4番・右翼手で先発出場 ※史上172人目
- 250本塁打：1973年9月14日、対太平洋クラブライオンズ後期10回戦（平和台球場）、1回表に柳田豊から中越ソロ ※史上11人目
- 300本塁打：1975年6月22日、対太平洋クラブライオンズ前期13回戦（平和台球場）、7回表に田中章からソロ ※史上8人目

その他の記録
- 月間本塁打：15。1972年9月
- 連続試合安打：32。1971年5月28日対南海ホークス戦 - 7月6日対西鉄ライオンズ戦
- 連続試合出塁：53。1972年7月29日対ロッテオリオンズ戦 - 10月1日対西鉄ライオンズ戦
- 連続試合打点：11。1974年6月8日対南海ホークス戦 - 6月25日南海ホークス戦 ※パ・リーグタイ記録[25]
- 連続打席本塁打：4。1967年6月4日対東映フライヤーズ戦 - 6月6日対南海ホークス戦 ※史上3人目、歴代2位タイ[26]
- 連続打数本塁打：4。同上 ※史上3人目、歴代2位タイ[26]
- オールスターゲーム出場：9回（1967年 - 1975年）

### 背番号
- 3（1966年 - 1982年）
- 81（1985年）
- 72（1987年 - 1988年、1993年 - 1995年）
- 82（1997年 - 1998年）

### 登録名
- 長池 徳二（ながいけ とくじ、1966年 - 1978年）
- 長池 徳士（ながいけ あつし、1979年 - ）

## 関連情報

### 現在の出演番組
- 次の瞬間、熱くなれ。THE BASEBALL
- ラジオ日本ジャイアンツナイター
- ラジオ関西ジャイアンツナイター